# John Berendt
John Berendt (New York, 1939. december 5. –) amerikai író.

## Életrajza

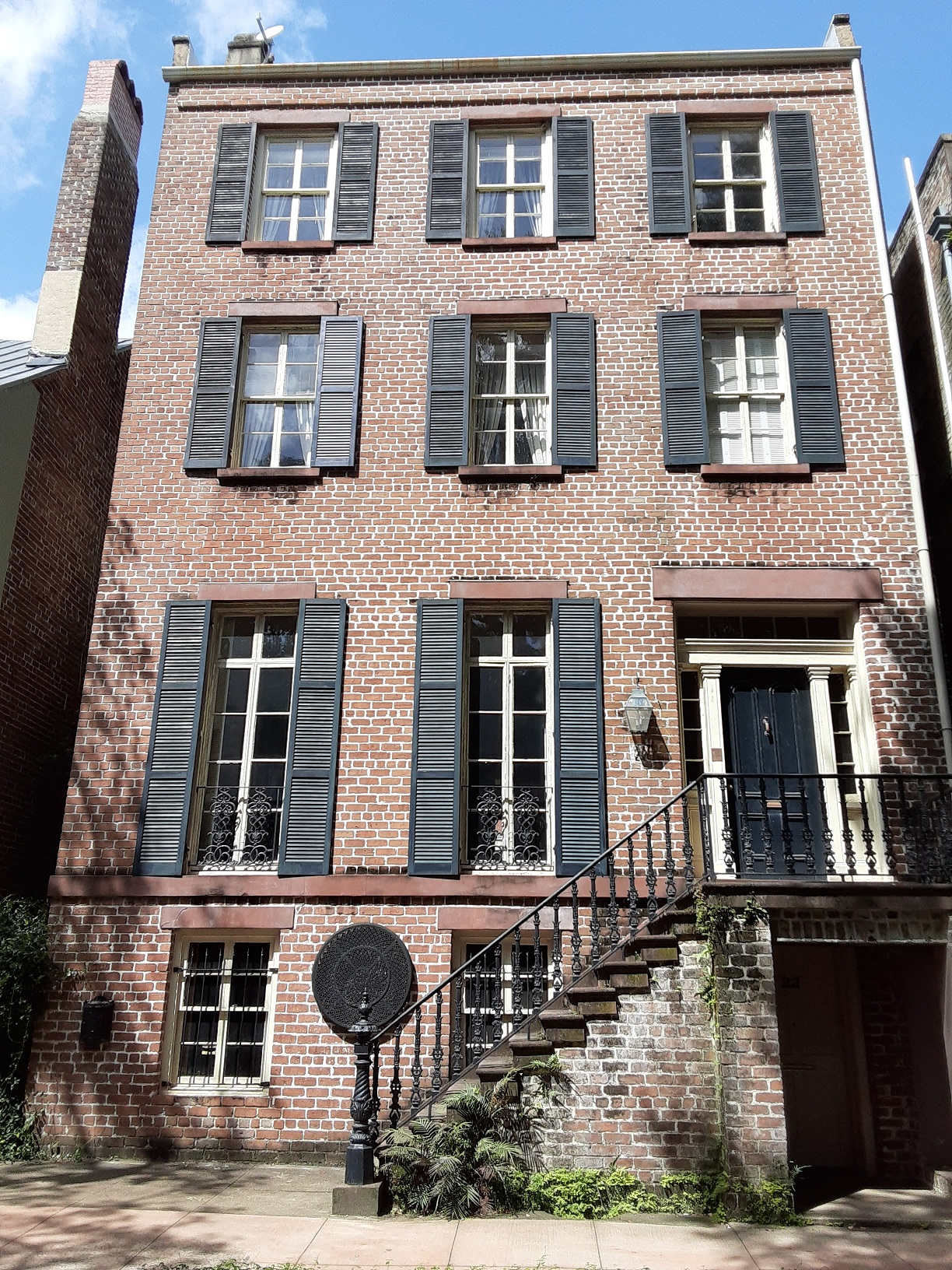
Amikor Savannah-ba költözött, Berendt az East Jones Street 22. szám mögötti hintóházban lakott.

Berendt a New York állambeli Syracuse-ban nőtt fel, ahol mindkét szülője író volt. A Harvard Egyetem angol szakán a Harvard Lampoon munkatársaként dolgozott. 1961-ben diplomázott, és New Yorkba költözött, hogy újságírói karriert folytasson. 1961 és 1969 között az Esquire segédszerkesztője, 1977 és 1979 között a New York magazin szerkesztője, 1982 és 1994 között pedig az Esquire rovatvezetője volt.
2024-ben, 84 évesen tizenhat év után először tért vissza Savannah-ba, hogy dedikálja a "Midnight in the Garden of Good and Evil" 30. évfordulós kiadásának példányait.

## Művei
1994-ben adta ki az Éjfél a jó és a rossz kertjében (Midnight in the Garden of Good and Evil) című könyvet, amely egyik napról a másikra sikert aratott; a könyv rekordot jelentő 216 hetet töltött a The New York Times bestsellerlistáján – a mai napig a Times leghosszabb ideig tartó bestsellere.
A felkavaró és valóságos történet lebontotta az igazi amerikai város kvintesszenciális jelenségének elképzelését – csak azért, hogy felfedje annak furcsaságait: a láthatatlan kutyát sétáltató emberét; a drag queen hangját; egy előkelő emberét az elit közösségében – mindez valahogyan egy gyilkossági rejtélyt old meg. A gyakorlatilag regénynek tűnő és meseként olvasható, nem fikciós történet a valóságban történt eseményekről szól, amelyek Jim Williams gyilkossági perét övezték a Georgia állambeli Savannahban. Berendt elismerte, hogy néhány jelenetet kitalált, és néhány esemény sorrendjét megváltoztatta. 1997-ben a könyvből Clint Eastwood rendezésében filmet forgattak. John Cusack játssza John Kelsót, aki lazán Berendtről mintázott karakter.
Berendt második könyve, Velence hulló angyalai (The City of Falling Angels) 2005 szeptemberében jelent meg, a La Fenice operaházat elpusztító tűzvész utáni velencei életek összefonódásának krónikája. A Kirkus Reviews szerint "Berendt nagyszerű igazságot tesz egy magasztos városnak, amely méltán nyűgözte le Henry Jamest, Robert Browningot és a világ számos filmesét.".

### Magyarul megjelent
- Éjfél a jó és a rossz kertjében. Savannah-i történet (Midnight in the Garden of Good and Evil) – Európa, Budapest, 1997 · ISBN 9630761939 · Fordította: Pardi András
- Velence hulló angyalai (The City of Falling Angels) – Palatinus, Budapest, 2008 · ISBN 9789632740058 · Fordította: Módos Magdolna

## Díjai
- 1995: Pulitzer-díj (Éjfél a jó és a rossz kertjébenért)
- 1995: Lambda Literary Award a Gay Men’s Mystery kategóriában[11]

## Fordítás
- Ez a szócikk részben vagy egészben  a   John Berendt című angol Wikipédia-szócikk fordításán alapul.  Az eredeti cikk szerkesztőit annak laptörténete sorolja fel. Ez a jelzés csupán a megfogalmazás eredetét és a szerzői jogokat jelzi, nem szolgál a cikkben szereplő információk forrásmegjelöléseként.